# سرخس نخلی کارو
سرخس نخلی کارو (نام علمی: Encephalartos lehmannii) نام یک گونه از راسته سرخس نخلی است.